# 第一代克罗默伯爵埃弗林·巴林

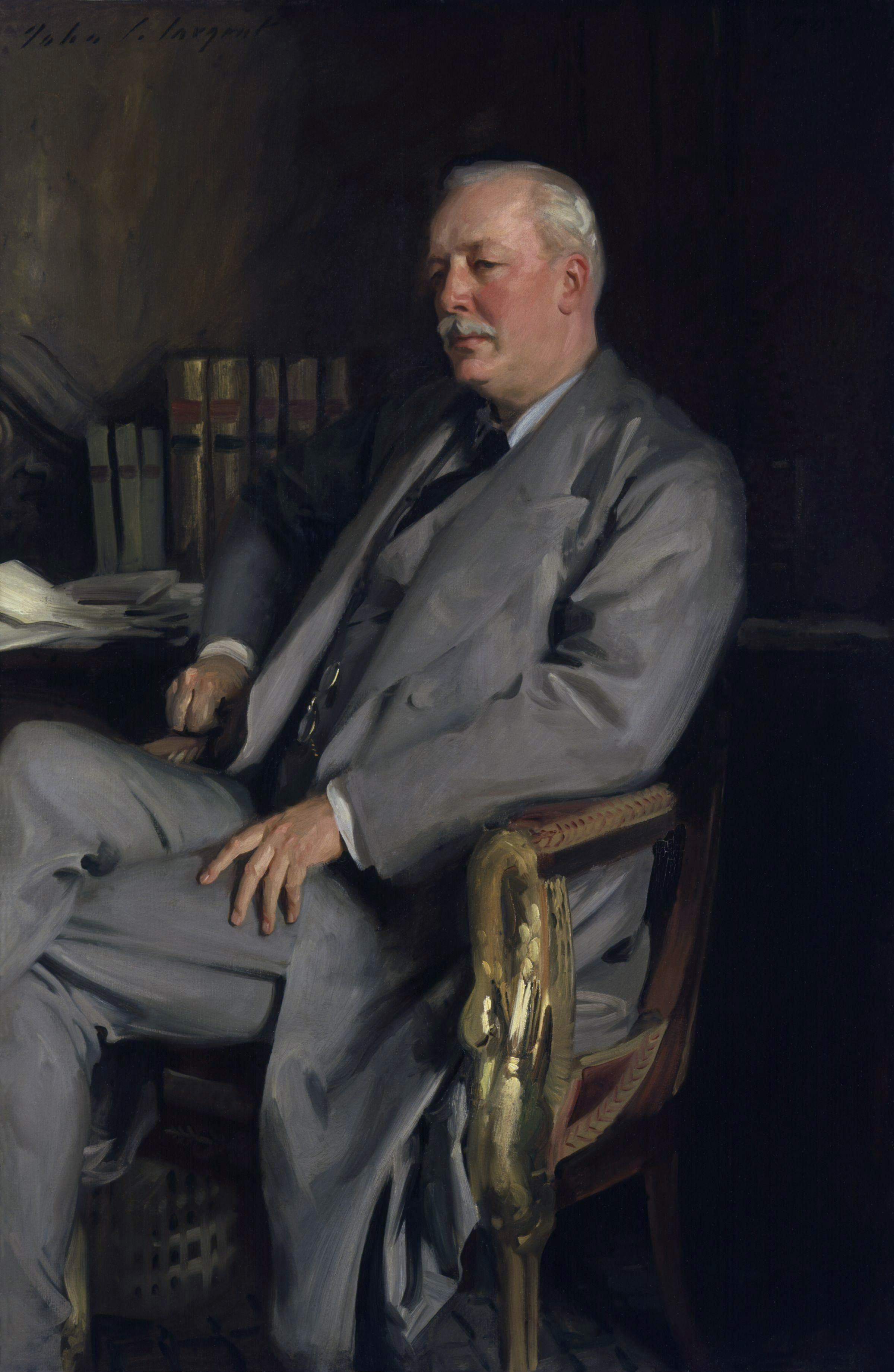
约翰·辛格·沙金（John Singer Sargent）所作的克罗默伯爵肖像画

埃弗林·巴林，第一代克罗默伯爵GCB，OM，GCMG，KCSI，CIE，PC，FRS（Evelyn Baring, 1st Earl of Cromer 1841年2月26日—1917年1月29日)，英国行政官员和外交家。作为英国代表和总领事统治埃及24年（1883——1907）之久，对埃及发展成为现代国家有着深刻的影响。

## 生平

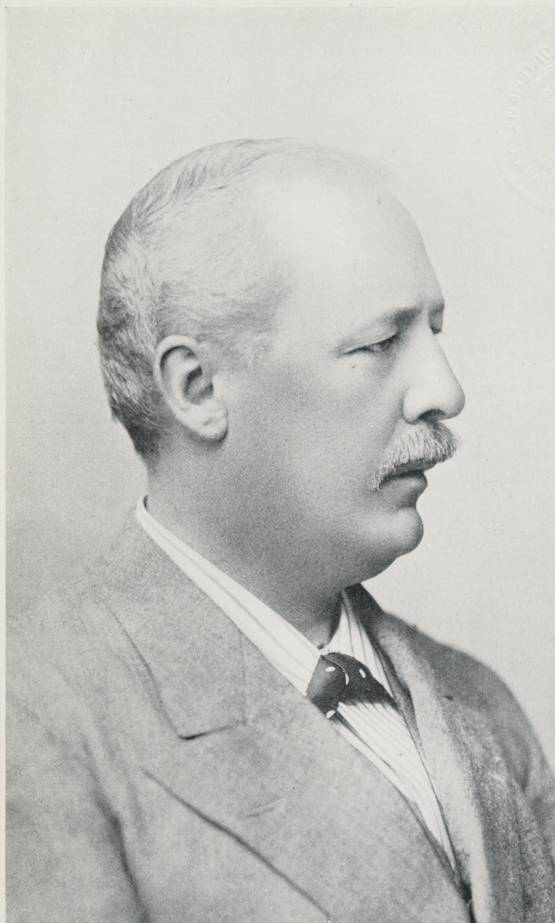
克罗默伯爵

出身政界和银行界名门巴林家族，是亨利·巴林（Henry Baring）的第九子，17岁毕业于伍利奇皇家军事学院。先后在驻科平、马耳他和牙买加的皇家炮兵部队服役，后入参谋学院深造，1869年以第一名成绩毕业。1872年他的堂兄弟诺思布鲁克勋爵任印度总督，他作为私人秘书随从前往。他很快显示出行政才干，被同僚们称为“副总督”。在印度任职期间，他改变了早先主张殖民地民族自决的态度，认为强有力的统治加改革才是帮助受压迫农民的唯一办法。1877年，他第一次去埃及，任新成立的埃及国债委员会中埃及债劵英国持有人的代表。该委员会旨在帮助埃及总督伊斯梅爾帕夏度过财政困难，保证持劵人的利益。但埃及财政状况比他所想象的更糟。他建议派调查团进行调查，此议遭到伊斯梅尔拒绝，他辞职回国。
1879年伊斯梅尔被废黜，他重返埃及任债务监督。1880年赴印度任总督政务会财政委员，历时3年。1882年英国占领埃及，次年，他再度赴埃及任英国代表和特命全权领事，其间受封为爵士。他在甫经人民革命和外国占领而破产的埃及进行广泛的改革，建立了一种被称之为幕后摄政的政体，即任命一批在印度受过训练的英国行政官员担任埃及政府顾问的要职，他则通过这些顾问进行统治。直到1907年辞职，他一直是埃及的实际统治者。总督陶菲克为人懦弱，一切责任委托给英国人，因此这种制度在最初的10年颇见成效。到1887年埃及居然解决了财政困难。英国并迫使埃及政府放弃重新政府苏丹的图谋，此后出现了一个和平稳定时期。克罗默大力紧锁政府开支，鼓励兴修灌溉工程，发展农业，埃及得以很快趋于繁荣。1892年埃及年轻的新统治者阿拔斯二世力图摆脱幕后摄政，鼓励新兴的民族主义运动，克罗默对之采取了威胁恫吓手段，使之就范。他在埃及期间受到许多英国外交界人士的称赞。他工作勤勉，并利用休假时间学会了希腊文、拉丁文、法文和意大利文，后来还想学土耳其文。但他虽久在埃及，却从未打算学习阿拉伯文，因此始终无法与埃及农民和中产阶级直接接触。他努力实施1904年与法国签订的《英法协约》，该协约规定英国永久占领埃及。1907年，一名英国军官在埃及一个村庄遭杀害，当局对涉案农民判处酷刑，因而在埃及和英国下议院激起公愤，引发抗议浪潮，迫使自由党的坎贝尔-班纳曼内阁对埃及采取较缓和的对策。克罗默当时虽在英国国内休假，未参与上述审判，但自知变化迫在眉睫，加之健康情况恶化，于1907年辞职。回国后在上议院竭力鼓吹自由贸易。1916年任达达尼尔战役调查团团长，因劳累过度，次年初逝世。
1901年8月巴林受封赫克瑟姆的埃灵顿子爵（Viscount Errington）和诺福克的克罗默伯爵。